# Hotelling
El hotelling es un sistema de gestión del entorno de trabajo que permite disponer de espacios de trabajo sin asignar a un empleado concreto en una oficina. En ocasiones se confunde con el hot desking, otro método de disponer de espacios de trabajo no asignados. La diferencia entre uno y otro es que mientras el hotelling se basa en reservas previas del espacio, en el hot desking la reserva no es necesarias.

## Introducción
Las empresas cuentan con tres tipos de asignación de ubicaciones de trabajo:
- Turno/Taller: los trabajadores disponen de un lugar durante el tiempo que dura su turno. Tras finalizar, su puesto es ocupado por otra persona durante el turno siguiente.
- Asignado: un puesto de trabajo se encuentra asignado a una sola persona y es utilizado solo por este empleado.
- Sin asignar: una persona no está vinculada a ningún espacio de trabajo. Del mismo modo, ningún espacio de trabajo se encuentra asignado a un empleado.

Estudios recientes concluyen que determinados tipos de empleados como comerciales o representantes solo están en la oficina un 30% de su tiempo. Por otra parte, el teletrabajo también contribuye a un menor tiempo de presencia en las oficinas.
Estos dos puntos han llevado a las organizaciones a replantearse la utilidad de la asignación de un puesto de trabajo fijo, así como la necesidad de disponer diferentes tipos de espacios para diferentes tipos de tareas dentro de la misma oficina. Así, existe un nomadismo que no es solo externo (tele trabajadores, viajantes, etc.) sino también interno.
Con el aumento de precio de los espacios comerciales, las compañías buscan maximizar el espacio de trabajo y minimizar los costes. El hotelling presenta una solución para lograr estos objetivos y resulta especialmente atractivo para organizaciones con un alto número de trabajadores que viajan o se encuentran habitualmente fuera de la oficina. El concepto surge de un hotel donde los empleados deben reservar un lugar por un periodo de tiempo determinado.

## Funcionamiento
Los sistemas de hotelling pueden ser desde muy básicos a soluciones de alta tecnología. El funcionamiento óptimo de este tipo de sistemas se obtiene cuando se utilizan de forma integrada con el resto de tecnología de la organización. La empresa utiliza un software que permite registrar todos sus recursos. Un empleado dispone de un usuario y contraseña que les permite acceder a la reserva de hotelling, desde donde pueden reservar los espacios por su nombre o número. Algunos programas permiten incluso seleccionar un área a través de la gestión gráfica de espacios.
Una vez se ha completado la reserva, pueden añadirse una serie de servicios como el re direccionamiento de las llamadas al espacio de trabajo, la preparación de materiales, etc.
Muchos softwares obligan al empleado a hacer un proceso de check in cuando ocupan el espacio previamente reservado.

## Usuarios del sistema
El Hotelling se originó, y continúa siendo utilizando, en empresas dedicadas a la representación comercial y la consultoría. El motivo para su proliferación es que la mayoría de empleados de este tipo de organizaciones se encuentra fuera de la oficina, reduciendo así la cantidad de recursos de la empresa que necesitan utilizar. 
Aunque el hotelling comenzó en organizaciones dedicadas a la consultoría, no se encuentra limitado a ellas. Cualquier organización que cuente con empleados que desarrollan tareas intelectuales puede beneficiarse del concepto de hotelling.